# Göteborg VBK
Göteborg VBK är en volleybollklubb i Göteborg i Sverige. Verksamheten var fram till säsongen 2021/2022 en del av
KFUM Göteborg.
Klubben hade fram till 2019/2020 spelat i elitserien i volleyboll för damer under 24 säsonger

### Fotnoter
1. 1 2  ”Göteborg Volleybollklubb”. https://www.svenskalag.se/goteborgvolley. Läst 20 augusti 2024.
2. ↑  ”Div 1 Södra Damer 2021/22”. Svenska Volleybollförbundet. https://svbf-web.dataproject.com/CompetitionHome.aspx?ID=251. Läst 28 september 2023.
3. ↑  ”Grand Prix Damer 2022/23”. Svenska Volleybollförbundet. https://svbf-web.dataproject.com/CompetitionMatches.aspx?ID=330&PID=429. Läst 29 april 2023.
4. ↑  ”SM-slutspel Damer 2022/23”. Svenska Volleybollförbundet. https://svbf-web.dataproject.com/CompetitionMatches.aspx?ID=333&PID=433. Läst 25 april 2023.
5. ↑  ”SM Dam 2023/24 - SM-slutspel Damer 2023/24”. Svenska Volleybollförbundet. https://svbf-web.dataproject.com/CompetitionMatches.aspx?ID=381&PID=484. Läst 23 april 2024.
6. ↑  ”Göteborg Volley”. Svenska lag. https://www.svenskalag.se/goteborgvolley. Läst 17 september 2022.
7. ↑  ”KFUM Göteborg”. https://kfumgoteborg.se/. Läst 17 september 2022.
8. ↑  ”Maratontabell Volleyboll 1963 - 2019/20, Elitserien damer”. Arkiverad från originalet den 26 oktober 2022. https://web.archive.org/web/20221026174820/https://www.volleyboll.se/globalassets/svenska-volleybollforbundet-volleyboll/dokument/om-sporten-historik/marathontabell-efter-grundserien-201920-d.pdf. Läst 19 september 2021.